# Ањелин Сведовски
Ањелин Сведовски (пољ. Anielin Swędowski) је село у Пољској које се налази у војводству Лођском у повјату Згјерском у општини Стриков.
Од 1975. до 1998. године ово насеље се налазило у Лођском војводству.